# Giovanni Francesco Romanelli

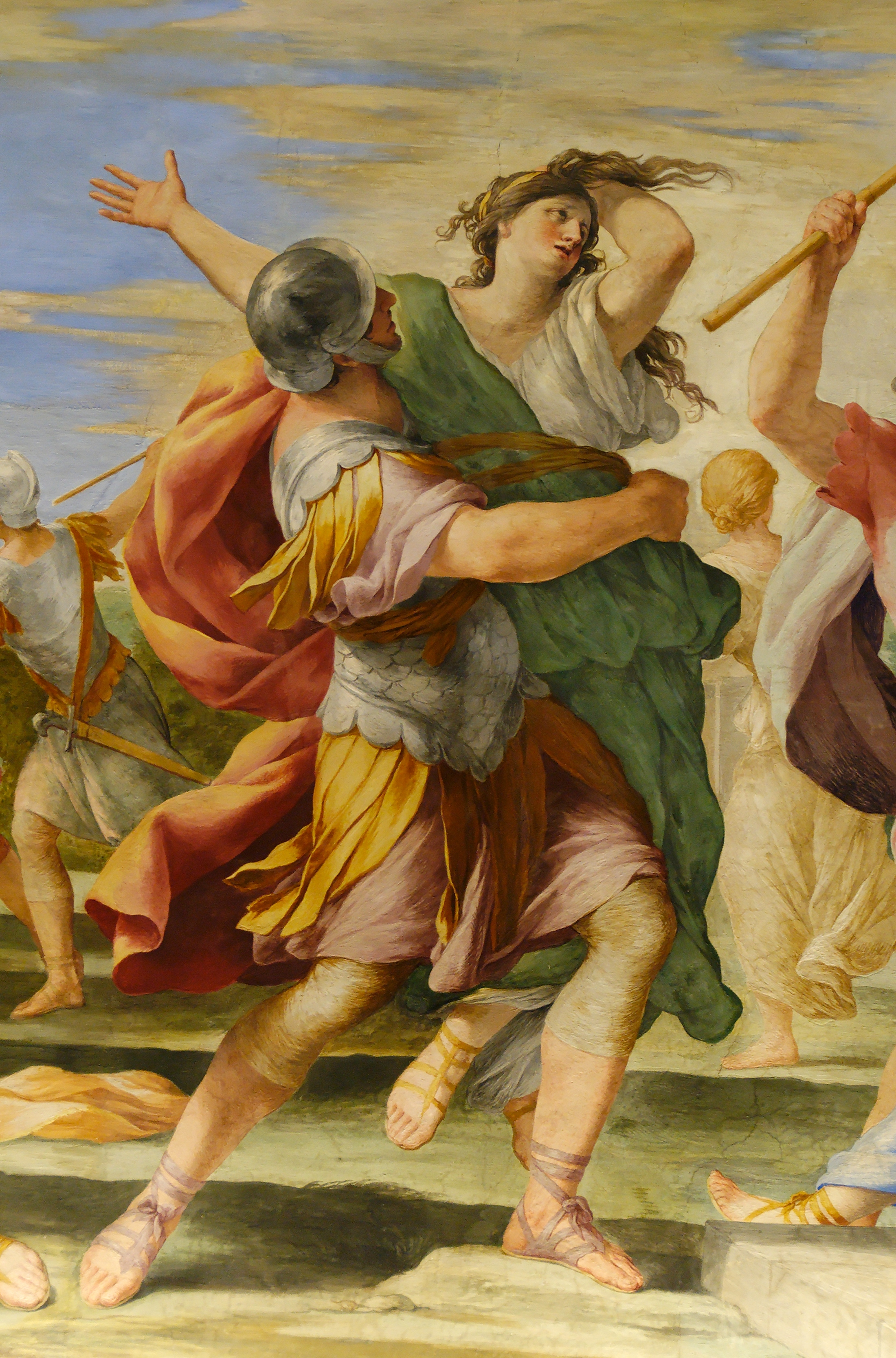
El Rapto de las Sabinas, fresco en el Louvre.

Giovanni Francesco Romanelli (Viterbo, 1610-1662) fue un pintor barroco, enmarcado en la segunda generación clasicista italiana.
Fue alumno de Domenichino, y después el principal de Pietro da Cortona, y como su maestro un protegido de la familia Barberini. Cuando los Barberini (con la muerte de Urbano VIII) perdieron el favor papal durante el papado de Inocencio X (Pamphili), el mecenazgo de Romanelli declinó. Fue entonces llamado por el Cardenal Mazarino para que trabajase en París, para el cual pintó un ciclo de pinturas al fresco basadas en las Metamorfosis de Ovidio. También pintó la Salle des Saisons del Louvre, para Ana de Austria, madre de Luis XIV). 
En 1639 fue elegido director de la prestigiosa Academia de San Lucas de Roma.
Utiliza una paleta clara, en la que destaca su característico azul.